# Gaura (comarca)
El Gaura, també anomenat Gausa, (en occità: Gaure o Gause) és un parçan o comarca d'Occitània situat a la Gascunya. La seva vil·la principal és Florença.
Segons la proposta del diari Jornalet de divisió territorial d'Occitània, basada en l'obra de Frederic Zégierman Le Guide des pays de France, el Gaura estaria ubicat a la regió de la Gascunya, subregió d'Armanyac.
Oficialment, les comunes del Gaura estan adscrites administrativament al departament francès de Gers, a la regió administrativa d'Occitània.

## Història
El comtat de Gaura o Gausa fou una jurisdicció feudal situada a la Gascunya. El Gaure quedava entre el vescomtat de Brulhès (al nord), el Fesenzac (al sud), Lomanha (a l'est) i Gabardà (a l'oest).
El comtat de Gaura apareix efímerament vers el 961 a la mort de Guillem I comte de Fesenzac, Armanyac i Auch. Sembla que un fill va rebre el territori de Gaure amb títol comtal però uns anys després havia revertit a son germà el comte Odó I de Fesenzac o el seu successor. La capital llavors era Saint-Puy i Guerau de Cazaubon era el senyor de les terres de Gaure, amb la fortalesa de Sempuy, però li foren arrabassades en part pel seu senyor Guerau VI d'Armanyac, que aliat al comte de Foix, va assolar el territori. Guerau de Cazaubon va demanar ajut al senescal de Tolosa Eustaqui de Beaumarché i ambdós van fundar el 1272, al lloc anomenat Aigueval al peu del Mont Aiglon, la ciutat de Fleurance. Vers el 1274 ja era la capital dels dominis senyorials de Guerau de Cazaubon al Gaure. El Gaure va seguir els destins dels comtes d'Armanyac.
Dels Armanyac va passar als Albret poc després de 1450. Carles II d'Albret es va titular comte de Gause. Va morir el 1471 i va passar al seu net Alan el gran que el va cedir al seu fill Joan II que fou comte de Gause, comte de Perigord, i vescomte de Llemotges i de Tartas, mort el 1516. Va passar al seu fill que fou Enric rei de Navarra i després a Joana d'Albret i al seu fill Enric, que finalment el va aportar a la corona el 1589.

## Llista de Comtes de Gaura o Gausa
- Guillem I 926-960 (comte d'Armanyac, Fesenzac i Auch)
- Desconegut 960-?
- Odó Falca o Bernat Odó Mancius Tinea ?-?
- Aimeric ?-c. 1050
- Guillem II Astanove I c. 1050-?
- Aimeric II Fortin ?-1103
- Astanove II 1103-?
- Assalina (Astamura) ?-c. 1150
- Guerau I (III d'Armanyac) (espòs) c. 1120-1160
- Bernat I (IV d'Armanyac) 1160-1188
- Guerau II (IV d'Armanyac) Trancalleó 1188-1215
- Guerau II (V d'Armanyac) 1215-1219
- Pere Gerard 1219-1241
- Bernat II (V d'Armanyac)1241-1245
- Mascarosa I 1245-1249
- Arnau Odó 1245-1256 (vescomte Arnau III Odó de Lomanha)
- Mascarosa II 1249-1256
- Guerau III (VI d'Armanyac) 1256-1285
- Bernat III (VI d'Armanyac) 1285-1319
- Joan I 1319-1373 (comte de Rodés)
- Joan II el Desigual 1373-1384
- Joan III 1384-1391
- Bernat IV (VII d'Armanyac) 1391-1418
- Joan IV 1418-1450
- Joan V 1450-1452
- Carles I (II d'Albret) 1452-1471
- Alan el Gran 1471-1522
- Enric I d'Armanyac i II de Navarra 1522-1555
- Joana d'Albret 1555-1572 (III de Navarra)
- Enric II 1572-1589 (Enric III de Navarra, esdevé Enric IV de França el 1589)
- a la corona francesa 1589